# Palestinas herrlandslag i fotboll
Palestinas herrlandslag i fotboll representerar Palestina i fotboll på herrsidan. Förbundet bildades 1928 och är medlem av AFC och Fifa.

## Historia
Under Palestinas tid som brittiskt mandat 1922-1948 hade man ett fotbollslandslag där både judar och muslimer ingick. De deltog i två VM-kval. När konflikten med Israel började blev det omöjligt att bedriva fotboll i Palestina. Först 2000 deltog man i sitt första Asiatiska mästerskap, och 2002 var Palestinas första VM-kval efter Israels bildande.

## Matchproblem i Palestina
På grund av kriget mellan Israel och Hamas spelar Palestina de flesta av sina hemmamatcher i Qatars huvudstad Doha, och tränar i staden Ismailia som ligger i Egypten.

## VM resultat

### Kval VM 1934
Egypten - Palestina 7-1 Palestina - Egypten 1-4 utslagetet i kvalet.

### Kval VM 1938
Palestina - Grekland 1-3 Grekland - Palestina 1-0 utslaget i kvalet.

### Kval VM 2002
Grupp 3

4 mars, 2001, Hongkong - Hongkong 1-1 Palestina

8 mars, 2001, Hongkong - Qatar 2-1 Palestina

11 mars, 2001, Hongkong - Palestina 1-0 Malaysia

20 mars, 2001, Doha, Qatar - Palestina 1 - 0 Hongkong

23 mars, 2001, Doha, Qatar - Qatar 2-1 Palestina

25 mars, 2001, Doha, Qatar - Malasya 4-3 Palestina

| Lag       | Poäng | M | V | L | F | Gjorda mål | inläppta mål | målskillnad |
| --------- | ----- | - | - | - | - | ---------- | ------------ | ----------- |
| Qatar     | 16    | 6 | 5 | 1 | 0 | 14         | 3            | 11          |
| Palestina | 7     | 6 | 2 | 1 | 3 | 8          | 9            | -1          |
| Malasyia  | 7     | 6 | 2 | 1 | 3 | 8          | 11           | -3          |
| Hongkong  | 4     | 6 | 1 | 1 | 4 | 3          | 10           | -7          |

Kvalificerade sig inte, utslaget i det första gruppspelet.

### Kval VM 2006
Grupp 2

18 februari, 2004, Doha, Qatar - Palestina 8-0 Taiwan

31 mars, 2004, Doha, Qatar - Palestina 1-1 Irak

9 juni, 2004, Tasjkent, Uzbekistan - Uzbekistan 3-0 Palestina

8 september, 2004, Ar Rayyan, Qatar - Palestina 0-3 Uzbekistan

14 oktober, 2004, Taiwan, Kina - Taiwan 0-1 Palestina

16 november, 2004, Doha, Qatar - Irak 4-1 Palestina

| Lag        | Poäng | M | V | L | F | Gjorda mål | inläppta mål | målskillnad |
| ---------- | ----- | - | - | - | - | ---------- | ------------ | ----------- |
| Uzbekistan | 16    | 6 | 5 | 1 | 0 | 16         | 3            | 13          |
| Irak       | 11    | 6 | 3 | 2 | 1 | 17         | 7            | 10          |
| Palestina  | 7     | 6 | 2 | 1 | 3 | 11         | 11           | 0           |
| Taiwan     | 0     | 6 | 0 | 0 | 6 | 3          | 26           | -23         |

Kvalificerade sig ej, utslaget i det första gruppspelet.

### Kval VM 2010
Palestina- Singapore 0-4 0-3
Kvalificerade sig ej, utslaget i förkval.

## Asiatiska mästerskapet
- 1956 till 1996 - deltog ej
- 2000 - kvalificerade sig ej
- 2004 - kvalificerade sig ej
- 2007 - kvalificerade sig ej
- 2011 - kvalificerade sig ej
- 2015 - gruppspel